# RCA Championships 2003
L'Indianapolis Tennis Championships 2003 è stato un torneo di tennis giocato sul cemento.
È stata la 16ª edizione dell'Indianapolis Tennis Championships (conosciuto quest'anno anche come RCA Championships per motivi di sponsorizzazione), che fa parte della categoria International Series nell'ambito dell'ATP Tour 2003. Si è giocato all'Indianapolis Tennis Center di Indianapolis negli Stati Uniti, dal 21 al 28 luglio 2003. È stato il 2° evento delle US Open Series del 2003, succeduto dal Countrywide Classic di Los Angeles.

## Campioni

### Singolare
Andy Roddick ha battuto in finale  Paradorn Srichaphan con il punteggio di 7–6(2), 6–4

### Doppio
Mario Ančić /  Andy Ram hanno battuto in finale  Diego Ayala /  Robby Ginepri con il punteggio di 2–6, 7–6(3), 7–5